# Drosophila orestes
Drosophila orestes är en tvåvingeart som beskrevs av Elmo Hardy 1965. Drosophila orestes ingår i släktet Drosophila och familjen daggflugor.
Artens utbredningsområde är Hawaii.